# 井伊谷駅
井伊谷駅（いいのやえき）は、静岡県引佐郡引佐町井伊谷（開業時は旧・引佐郡井伊谷村井伊谷、現・浜松市浜名区引佐町井伊谷）にあった遠州鉄道奥山線の駅（廃駅）である。奥山線の部分廃線に伴い1963年（昭和38年）5月1日に廃駅となった。

## 歴史
- 1923年（大正12年）4月15日：浜松鉄道気賀駅（後の気賀口駅） - 奥山駅間延伸開通（奥山線全通）に伴い開業[1][2][3]。
- 1947年（昭和22年）5月1日：浜松鉄道が遠州鉄道と合併。それに伴い遠州鉄道奥山線の駅となる[1][3]。
- 1963年（昭和38年）5月1日：奥山線の部分廃線に伴い廃止となる[1][2][3]。

## 駅構造
廃止時点で、単式ホーム1面1線を有する地上駅であった。
列車交換設備を有さない無人駅となっていた。

## 駅周辺
旧・引佐郡井伊谷村の代表駅であるが、中心部からは離れていた。
- 静岡県道303号新城引佐線
- 井伊谷宮
- 井伊谷川
- 神宮寺川

## 駅跡
2007年（平成19年）8月時点では、場所は特定できない状況であった。
また、1997年（平成9年）時点では、正楽寺駅跡附近から小斎藤駅跡手前附近までの線路跡が道路に転用されており、2007年（平成19年）8月時点でも同様で線路跡の雰囲気が残り、2010年（平成22年）時点でも同様であった。
そのほか、1997年（平成9年）時点では、奥山方の、神宮寺川を渡る「神宮寺川橋梁」が道路橋として再利用されており、2007年（平成19年）8月時点では橋桁、ガーダー共に使用中で、2010年（平成22年）時点でも同様であった。

## 隣の駅
遠州鉄道
奥山線
気賀口駅 - 井伊谷駅 - 四村駅
かつて気賀口駅と当駅との間に正楽寺駅が存在した（1923年（大正12年）4月15日開業、戦時中休止、1946年（昭和21年） - 1952年（昭和27年）の間に廃止（あるいは戦時中に廃止）。